# Hexatoma pulchripes
Hexatoma pulchripes är en tvåvingeart som först beskrevs av Alexander 1922.  Hexatoma pulchripes ingår i släktet Hexatoma och familjen småharkrankar.
Artens utbredningsområde är Bolivia. Inga underarter finns listade i Catalogue of Life.